# 2010年二十國集團多倫多峰會
2010年二十國集團多倫多峰會是20國集團領導人之間的第四次高峰會，2010年6月26日至27日在加拿大安大略省多倫多的大多市會議中心舉行。这次峰會原定同與第36屆八國集團首腦會議在安省亨茨維爾舉行，但加拿大政府後來以亨茨維爾的規模未能滿足二十國集團峰會所需為由，將峰會地點改為全國最大城市多倫多。
加拿大總理史蒂芬·哈珀表示是次峰會的主題是「復甦與新開始」（Recovery and New Beginnings）；這是指2007年－2010年環球金融危機中各國刺激經濟計劃所帶來的影響。是次峰會的目的是實踐之前於華盛頓、倫敦和匹茲堡峰會中產生的構想。實際章程包括評估各國金融改革的進程、發展可持續的刺激經濟措施、討論環球金融稅以及發揚開放市場。哈珀亦邀請其他非20國集團成員的首腦參與是次峰會。
一支由區内不同警隊人員組成的綜合保安部隊從2010年4月起已規劃峰會期間大多倫多地區（尤其是會議中心所在的多倫多市中心）的保安工作。加拿大政府就舉行G8和G20兩個峰會的整體開支（包括保安和與會人士食宿等費用）估計達11億加元。二十國集團繼多倫多峰會後的第五次高峰會將於2010年11月在南韓首爾舉行。

## 準備工作

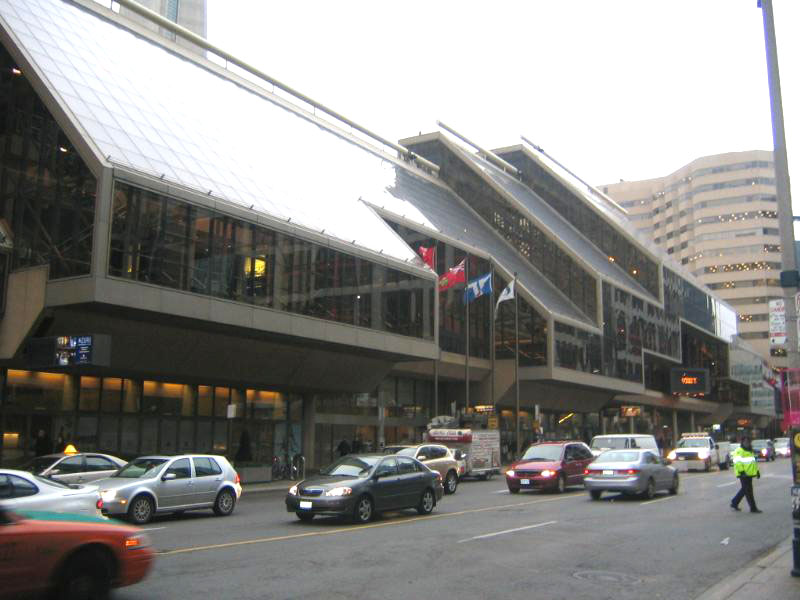
大多市會議中心北翼

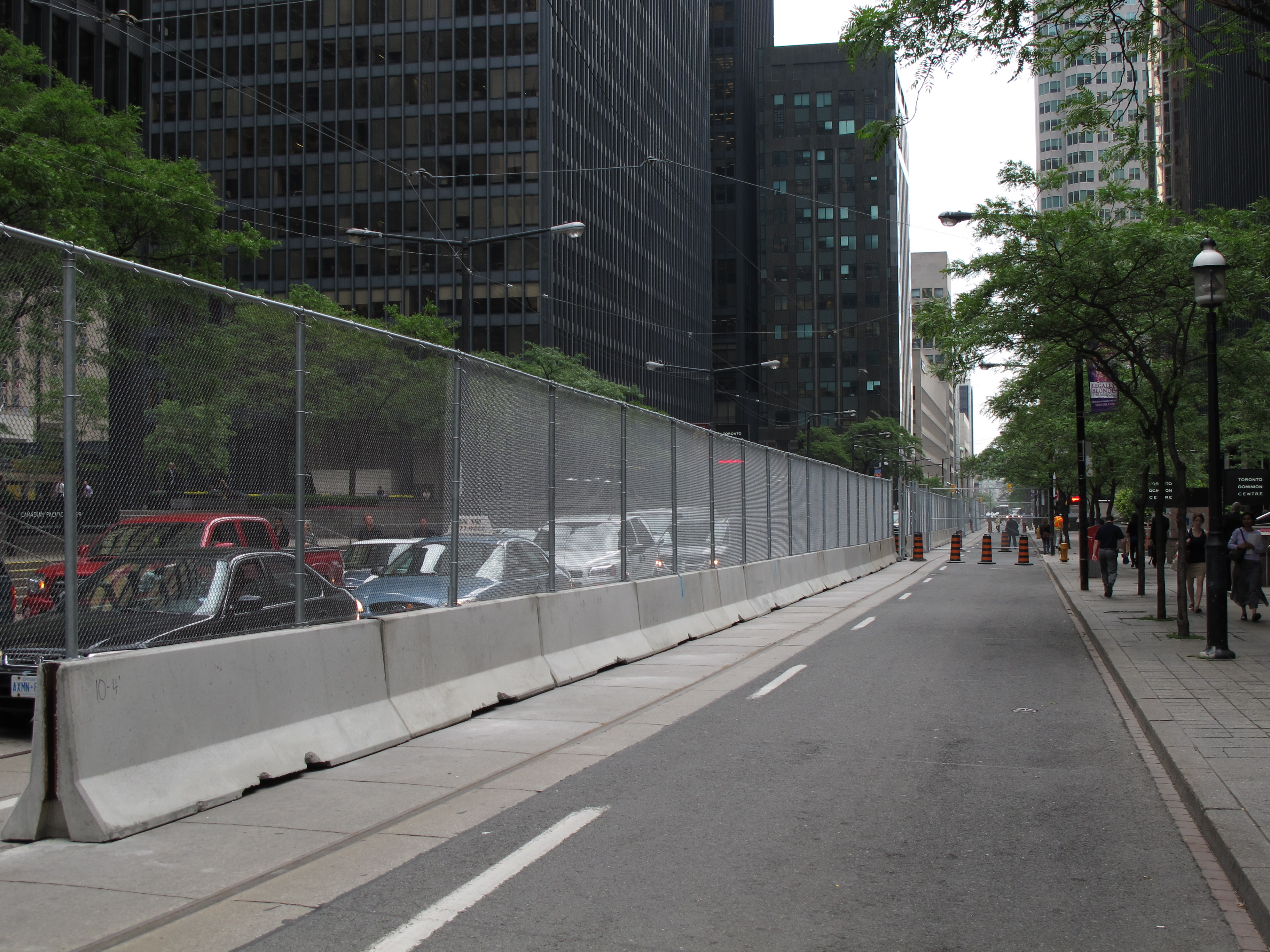
當局沿威靈頓街設置的圍欄

保安部門在2010年4月開始準備峰會期間的保安工作。峰會保安將由多倫多警察部、安大略省省警（OPP）以及加拿大皇家騎警（RCMP）負責，而皮爾區警察部將於坐落密西沙加市的多倫多皮爾遜國際機場協助各國政要抵境和離境時的保安工作。該四個保安部門並組成一個綜合保安部隊；類似安排亦曾應用於溫哥華2010年冬季奧運會。國内其他警察部門亦有提供警力，包括約克區警察部、荷頓區警察部、巴里警察部、滑鐵盧區警察部、尼亞加拉區警察部、咸美頓警察部、卡加利警察部、以及滿地可警察部。
據《環球郵報》報道，峰會期間將有約一萬名軍裝警員、一千名護衛員和數支加拿大軍部部隊維持治安。北美空防司令部於2010年5月6日至7日在大多倫多地區上空進行演習，而峰會期間多倫多上空亦將設有飛行管制。亨茨維爾G-8峰會和多倫多G-20峰會的保安費用於5月尾時估計合共達9億3000萬加元，由加拿大聯邦政府承擔。
大多市會議中心一帶限制車輛和行人出入，管制區北界為皇帝街、南界為湖濱大道、東界為央街、西界為士巴丹拿道和藍鳥路。會議中心本身則會被圍欄包圍，市民和示威者不得進出。多倫多警察部並於區内設置77部閉路電視鏡頭，峰會過去將被拆除。位於東邊路的一間電影片場將於峰會期間用作扣留被捕人士之用。多倫多警察部曾一度打算將聖三一貝活公園定作示威區，但在居民強烈反對之下將示威區調往皇后公園北邊。位於加拿大博覽會會場的Direct Energy Centre將被用作傳媒中心。
總部設於多倫多市中心的加拿大五大銀行計劃安排員工在其他分行或在家中工作。加拿大郵政則會搬走保安範圍以内的郵筒。原定於6月25日至27日在羅渣士中心舉行的三場多倫多藍鳥對費城費城人職業棒球賽事將改於費城舉行。多倫多公車局旗下位於保安範圍以内的地鐵站於峰會期間將維持開放，地鐵服務亦保持正常。Via鐵路於峰會期間則不會停靠保安範圍以内的聯盟車站。Porter航空獲准於峰會期間繼續在多倫多市中心機場作航班升降。多倫多的地底通道網（PATH）、西恩塔、多倫多大學的市中心校園、安大略美術館以及安大略省立法會大樓將於峰會期間關閉。
美國國務院於6月17日向國民發出旅遊警告，指G20峰會期間舉行的示威活動有可能演變成暴力衝突，呼籲國民在峰會期間盡量避免在多倫多市中心一帶活動；多倫多市長苗大衛指美國當局是「過度反應」（"over-reaction"）。

## 與會人士
加拿大總理史蒂芬·哈珀於2010年5月8日宣佈多倫多峰會與會人士名單。哈珀亦邀請了埃塞俄比亞和馬拉威的領導人，作為除20國集團之一的南非外的非洲代表，而荷蘭、西班牙、越南和尼日利亞的領導人亦在獲邀之列。經濟合作與發展組織和國際勞工組織亦將赴會，而是次峰會也是該兩個組織以及埃塞俄比亞、馬拉威、尼日利亞和越南首次參與的G-20峰會。這也是英國首相甘民樂上台後首次出席的國際峰會。
陸克文於2010年6月24日被吉拉德接替出任澳洲總理後，澳洲代表團改由副總理斯萬率領。另外，原定出席峰會的巴西總統達席爾瓦為了留在國内觀察東北部水災狀況而取消行程，並改由財長Guido Mantega代為率領巴西代表團。

### 峰會領袖
20國集團的首腦：
- 阿根廷總統——克里斯蒂娜·费尔南德斯·德基什内尔
- 澳洲副總理——韋恩·斯萬
- 巴西副總統——Guido Mantega（英语：Guido Mantega）
- 加拿大總理——斯蒂芬·哈珀（東道主）
- 中国國家主席——胡锦涛
- 法国總統——尼古拉·萨科齐
- 德国總理——安格拉·默克尔
- 印度總理——曼莫汉·辛格
- 印度尼西亞總統——蘇西洛·班邦·尤多約諾
- 意大利總理——西尔维奥·贝卢斯科尼
- 日本首相——菅直人
- 韩国總統——李明博
- 墨西哥總統——费利佩·卡尔德龙
- 俄羅斯總統——德米特里·梅德韦杰夫
- 沙特阿拉伯国王——阿卜杜拉·本·阿卜杜勒-阿齐兹·阿勒沙特
- 南非總統——雅各布·祖瑪
- 土耳其總理——雷杰普·塔伊普·埃尔多安
- 英国首相——戴维·卡梅伦
- 美国總統——贝拉克·奥巴马

受邀但非20國集團成員國的首腦：
- 埃塞俄比亞總統——吉爾馬·沃爾德·喬治斯
- 馬拉威總統——賓古·瓦·穆塔里卡
- 荷蘭首相——揚·彼得·巴爾克嫩德
- 尼日利亞總統——古德勒克·喬納森
- 西班牙首相——何塞·路易斯·羅德里格斯·薩帕特羅
- 越南國家主席——阮明哲

### 區域組織領導人
- 歐洲理事會主席——赫爾曼·范龍佩
- 歐盟委員會主席——若澤·曼努埃爾·巴羅佐

### 國際組織領導人
- 金融穩定論壇主席——Mario Draghi
- 國際勞工組織主席——Juan Somavía
- 國際貨幣基金組織總裁——多米尼克·斯特勞斯-卡恩
- 經濟合作與發展組織秘書長——José Ángel Gurría（英语：José Ángel Gurría）
- 聯合國秘書長——潘基文
- 世界銀行行長——羅伯特·佐利克
- 世界貿易組織總幹事——帕斯卡爾·拉米

## 爭議

### 費用

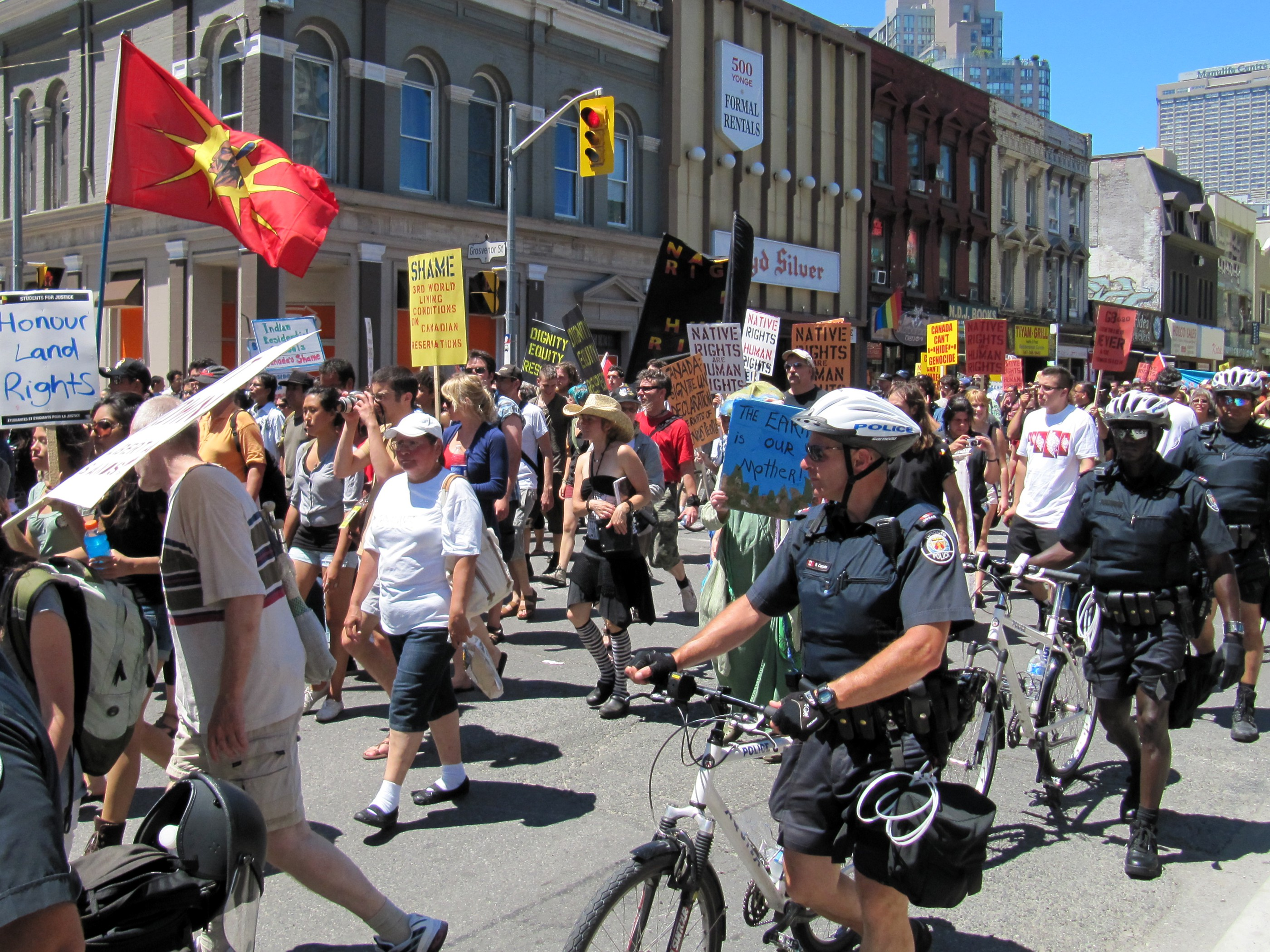
6月24日較早期示威遊行抗議.為了爭取原住民的權利

加拿大政府為舉辦G8和G20峰會而花費10億加元，備受在野黨政客和部分國民所批評。
代表多倫多市中心聖三一士巴丹拿選區的國會下議院議員鄒至蕙和自由黨公安事務評議員霍蘭分別表示這筆開支「令人厭惡」（obscene）和「荒唐」（insane）。亦有評論員指出那筆款項可用於長期處於紙上談兵的工務計劃，如多倫多市的公交都市輕軌計劃。相對是次G8與G20峰會，於溫哥華和威士拿舉行的2010年冬季奧運會和2010年冬季殘奧會的保安開支只需8億7800萬加元，而對上兩次G20峰會（倫敦和匹茲堡）的保安開支分別只有3000萬和1800萬加元。

## 外部連結
- 加拿大政府G-20峰會網站
- 多倫多市政府G-20峰會網站[永久]
- G-20峰會綜合保安部隊網站
- 環球郵報G-20峰會網站（页面存档备份，存于）
- 多倫多大學G-20資訊中心（页面存档备份，存于）